# Morti nel 962
| Questa pagina contiene informazioni ricavate automaticamente dalle voci biografiche con l'ausilio del template Bio e di un bot. L'aggiornamento è periodico e automatico e ricostruisce completamente la pagina. Se manca una persona in questa lista, sei pregato di non aggiungerla, ma accertati piuttosto che la sua voce biografica contenga il template Bio e che i dati anagrafici siano correttamente compilati. Se il template Bio manca, inseriscilo tu stesso o, in alternativa, metti l'avviso {{tmp\|Bio}} che ne segnala la mancanza. Se i dati riportati sono sbagliati, correggi direttamente la voce biografica; le modifiche saranno visibili in questa lista entro pochi giorni. Per chiarimenti vedi il progetto biografie. La lista contiene solo le 13 persone che sono citate nell'enciclopedia e per le quali è stato implementato correttamente il template Bio. Pagina aggiornata al 13 gen 2025. |

- 1º gennaio - Baldovino III di Fiandra, conte
- 26 aprile - Adalberone I di Metz, vescovo franco
- 23 maggio - Guiberto di Gembloux, monaco cristiano belga (n. 892)
- 6 agosto - Guglielmo III d'Angoulême, conte
- 7 settembre - Gozzelino di Toul, vescovo franco
- Amedeo I d'Ivrea, nobile
- Carlo Costantino di Vienne, nobile
- Dong Yuan, pittore cinese (n. 934)
- Garsinda di Tolosa, contessa
- Sigurðr Hákonarson, militare norrena
- Indulf di Scozia, re
- Ordoño IV di León, re (n. 926)
- Ugo di Vermandois, arcivescovo franco (n. 920)